# الجرافي (السبرة)

تعديل مصدري - تعديل

الجرافي محلة تابعة لقرية السحية، التابعة لعزلة الابروة بمديرية السبرة إحدى مديريات محافظة إب في الجمهورية اليمنية. بلغ تعداد سكانها 64 حسب تعداد اليمن لعام 2004.